# Юний Лициний Балб
Юний Лициний Балб (на латински: Junius Licinius Balbus; * 180; † след 238) e сенатор и суфектконсул на Римската империя, зет на император Гордиан I.

## Биография
Син е на Сервилия (* 145 г.) и Юний Лициний Балб (* 140 г.). По майчина линия е внук на Цейония Плавция и Квинт Сервилий Пудент и правнук на император Луций Елий и Авидия Плавция.
Жени се за Меция Фаустина или Антония Гордиана, дъщеря на император Гордиан I и сестра на Гордиан II. Двамата имат син Марк Антоний Гордиан Пий, по-късният император Гордиан III, който се жени 241 г. за Фурия Сабиния Транквилина, дъщеря на преториански префект Гай Фурий Сабин Аквила Тимеситей и бракът му е бездетен. Синът му умира през февруари 244 г.